# Плавання на Чемпіонаті Європи з водних видів спорту 2018 — змішана естафета 4x100 метрів вільним стилем
Змагання з плавання в змішаній естафеті 4x100 метрів вільним стилем на Чемпіонаті Європи з водних видів спорту 2018 відбулися 8 серпня.

## Рекорди
|                   | Країна     | Час     | Місто    | Дата           |
| ----------------- | ---------- | ------- | -------- | -------------- |
| Світовий рекорд   | США        | 3:19.60 | Будапешт | 29 липня 2017  |
| Рекорд Європи     | Нідерланди | 3:21.81 | Будапешт | 29 липня 2017  |
| Рекорд чемпіонату | Нідерланди | 3:23.64 | Лондон   | 20 травня 2016 |

Під час цих змагань встановлено такі рекорди:
| Дата     | Дисципліна | Країна  | Час     | Рекорд |
| -------- | ---------- | ------- | ------- | ------ |
| 8 серпня | Фінал      | Франція | 3:22.07 | CR     |

## Результати

### Попередні запливи
| Місце | Заплив | Доріжка | Країна     | Плавці                                                                                                 | Час     | Примітки |
| ----- | ------ | ------- | ---------- | --- | ------- | -------- |
| 1     | 2      | 4       | Росія      | Данило Ізотов (48.90) Владислав Гріньов (48.10) Розалія Насретдінова (55.21) Аріна Опенишева (54.94)   | 3:27.15 | Q        |
| 2     | 1      | 3       | Нідерланди | Кайл Столк (49.57) Стен Пієненбург (48.65) Кіра Туссен (54.60) Раномі Кромовідьойо (54.37)             | 3:27.19 | Q        |
| 3     | 2      | 1       | Франція    | Жеремі Страв'юс (48.94) Максім Гроссе (48.93) Марго Фабре (54.77) Беріл Гастельделло (54.76)           | 3:27.40 | Q        |
| 4     | 1      | 5       | Італія     | Лоренцо Заццері (50.09) Алессандро Міреззі (48.24) Джіада Галіці (54.70) Еріка Феррайолі (54.92)       | 3:27.95 | Q        |
| 5     | 1      | 4       | Німеччина  | Даміан Віерлінг (49.20) Крістоф Фільдебрандт (49.37) Рева Фоос (54.37) Марі П'єтручка (55.23)          | 3:28.17 | Q        |
| 6     | 2      | 7       | Ізраїль    | Девід Гамбург (50.35) Зів Калонтаров (49.05) Анастасія Горбенко (56.68) Андреа Мурез (54.37)           | 3:30.45 | Q        |
| 7     | 1      | 6       | Угорщина   | Річард Богус (50.12) Максим Лобановський (49.01) Евелін Веррасто (55.06) Ліліана Сіладьї (56.61)       | 3:30.80 | Q        |
| 8     | 1      | 1       | Польща     | Каспер Майчрзак (49.30) Якуб Краска (49.31) Домініка Коссаковська (56.36) Александра Полянська (56.39) | 3:31.36 | Q        |
| 9     | 1      | 2       | Швеція     | Крістоффер Карлсен (49.21) Ісак Еліассон (49.91) Іда Ліндборг (55.97) Магдалена Курас (56.31)          | 3:31.40 |          |
| 10    | 2      | 5       | Бельгія    | Яспер Аерентс (49.89) Еммануель Ванлучене (49.34) Джульєтт Дюмон (56.64) Лотт Горіс (55.89)            | 3:31.76 |          |
| 11    | 2      | 6       | Австрія    | Александр Тампітч (49.73) Бернгард Рейтшаммер (49.19) Лєна Креундль (56.02) Корнелія Паммер (56.99)    | 3:31.93 |          |
| 12    | 2      | 3       | Норвегія   | Маркус Ліе (49.95) Нікса Стойковські (49.80) Сюзанн Бйорнсен (57.05) Емілі Ловберг (57.78)             | 3:34.58 |          |
| 13    | 2      | 8       | Туреччина  | Ялім Ачіміш (50.99) Кемаль Арда Гурдал (50.11) Селен Озбілен (56.40) Катерина Аврамова (58.03)         | 3:35.53 |          |
| 14    | 2      | 2       | Естонія    | Марко-Меттьюс Лангель (51.85) Микита Тсерносев (50.54) Керту Лу Алнек (56.59) Алекса Голд (57.29)      | 3:36.27 |          |
| 15    | 1      | 7       | Латвія     | Гіртс Фелдбергс (51.74) Даніілс Бобровс (52.88) Єва Малука (57.17) Габріела Нікітіна (56.99)           | 3:38.78 |          |

### Фінал[1]
| Місце | Доріжка | Країна     | Плавці                                                                                              | Час     | Примітки |
| ----- | ------- | ---------- | --------------------------------------------------------------------------------------------------- | ------- | -------- |
| 1     | 3       | Франція    | Жеремі Страв'юс (48.81) Мехді Метелла (47.45) Марі Ваттель (53.47) Шарлотт Бонне (52.34)            | 3:22.07 | CR       |
| 2     | 5       | Нідерланди | Нілс Корстаньє (49.40) Стен Пієненбург (48.74) Фемке Гемскерк (52.62) Раномі Кромовідьойо (53.21)   | 3:23.97 |          |
| 3     | 4       | Росія      | Климент Колесников (48.45) Владислав Гріньов (47.69) Марія Каменева (53.90) Аріна Опенишева (54.46) | 3:24.50 | NR       |
| 4     | 6       | Італія     | Лука Дотто (49.23) Алессандро Міреззі (47.38) Джіада Галіці (54.69) Федеріка Пеллегріні (53.64)     | 3:24.94 |          |
| 5     | 2       | Німеччина  | Даміан Віерлінг (49.45) Крістоф Фільдебрандт (49.12) Рева Фоос (54.50) Анніка Брух (53.52)          | 3:26.59 |          |
| 6     | 1       | Угорщина   | Нандор Немет (48.82) Домінік Кожма (48.27) Жужанна Якабош (56.53) Евелін Веррасто (55.68)           | 3:29.30 |          |
| 7     | 8       | Польща     | Ян Світковський (50.24) Каспер Майчрзак (49.22) Аліція Тчорз (56.13) Катаржина Васік (54.03)        | 3:29.62 | NR       |
| 8     | 7       | Ізраїль    | Девід Гамбург (50.34) Зів Калонтаров (49.34) Андреа Мурез (54.87) Анастасія Горбенко (55.18)        | 3:29.73 |          |